# Bagasra
Bagasra är en ort i Indien.   Den ligger i distriktet Amreli och delstaten Gujarat, i den västra delen av landet, 1 000 km sydväst om huvudstaden New Delhi. Bagasra ligger 153 meter över havet och antalet invånare är 32 944.
Terrängen runt Bagasra är platt. Runt Bagasra är det ganska tätbefolkat, med 207 invånare per kvadratkilometer. Bagasra är det största samhället i trakten. Trakten runt Bagasra består till största delen av jordbruksmark.